# Rue Léonard-Danel
La rue Léonard-Danel est une rue de la commune de Lille, dans le département du Nord.

## Situation et accès
La rue, située dans le prolongement de la rue d’Angleterre, relie la rue Royale à la façade de l’Esplanade. Elle croise la rue Sainte-Catherine. La rue du Gros-Gérard y accède côté sud. 
La rue comprend une ancienne courée, la cour du Vacher.
La rue majoritairement résidentielle comporte peu de commerces.

## Origine du nom
Cette rue porte le nom de Léonard Danel (1818-1905) associé avec son frère Louis Danel (1819-1879) dans une importante imprimerie lilloise et également président du Conseil d’administration des Mines de Lens.

## Historique
La rue Léonard-Danel a été ouverte lors de l’agrandissement de la ville en 1670 vers la Citadelle à la suite de la conquête de Lille par Louis XIV à l’emplacement des fossés de l’ancien rempart  à l’emplacement de la partie sud de cette ancienne enceinte construite lors du troisième  agrandissement de la ville vers 1370 englobant l’ancien faubourg de Weppes (quartier autour de l'église Sainte-Catherine) jusqu'à l'ancienne porte de la Barre reconstruite un peu plus au sud.  Elle s’est appelée « rue Neuve des Fossés », ensuite déformé en « rue des Fossés neufs ». Elle fait partie des rues transverses perpendiculaires à l’axe principal de la rue Royale du réseau de voies ouvertes dans ce nouveau quartier. 
Elle a été renommée rue Léonard-Danel en 1906,.

## Bâtiments remarquables et lieux de mémoire
La rue Léonard-Danel est essentiellement résidentielle et comprend peu de commerces. La circulation en sens unique est très modérée. Elle comprend deux files de stationnement et deux étroits trottoirs.
Elle est bordée de maisons de la fin du XVIIe siècle et début XVIIIe siècle construites au cours des décennies ayant suivi l’agrandissement de la ville, maisons de « second rang » à « frontispice » réglé  par les architectes du roi afin d’embellir le paysage des rues par la régularité des façades (rez-de-chaussée à soubassement de grès, baies du rez-de-chaussée et d'étage entourées de cordons de pierre), la plupart bien restaurées, quelques-unes à façade plus ou moins dénaturée, également des immeubles  d’architecture classique de la deuxième moitié du XVIIIe siècle ou néo-classique du début du XIXe siècle, un ancien hôtel particulier plus imposant à l’angle de la rue Royale et quelques maisons de la deuxième moitié du XIXe siècle mais aucun bâtiment récent.

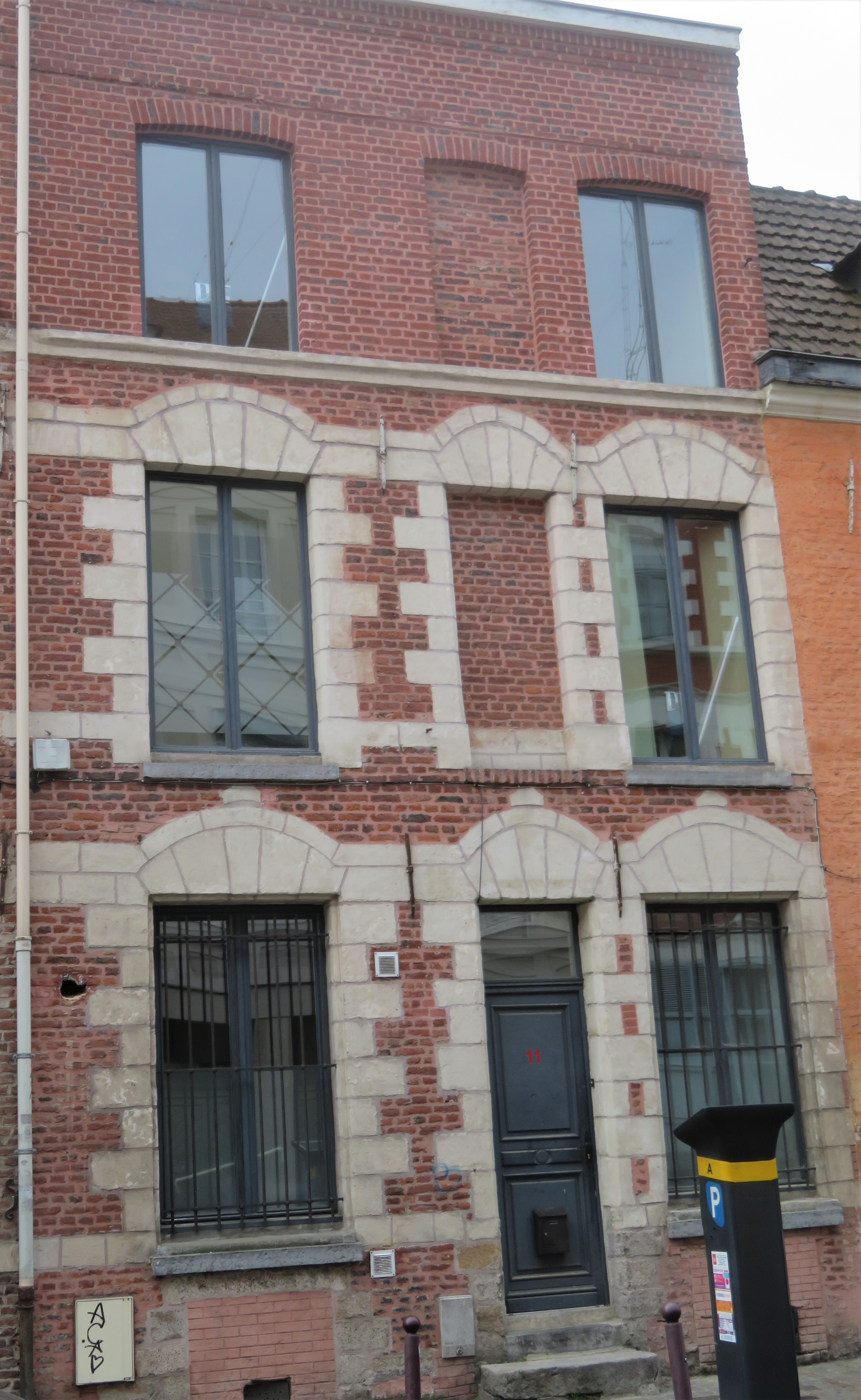
N° 11  maison de « second rang »
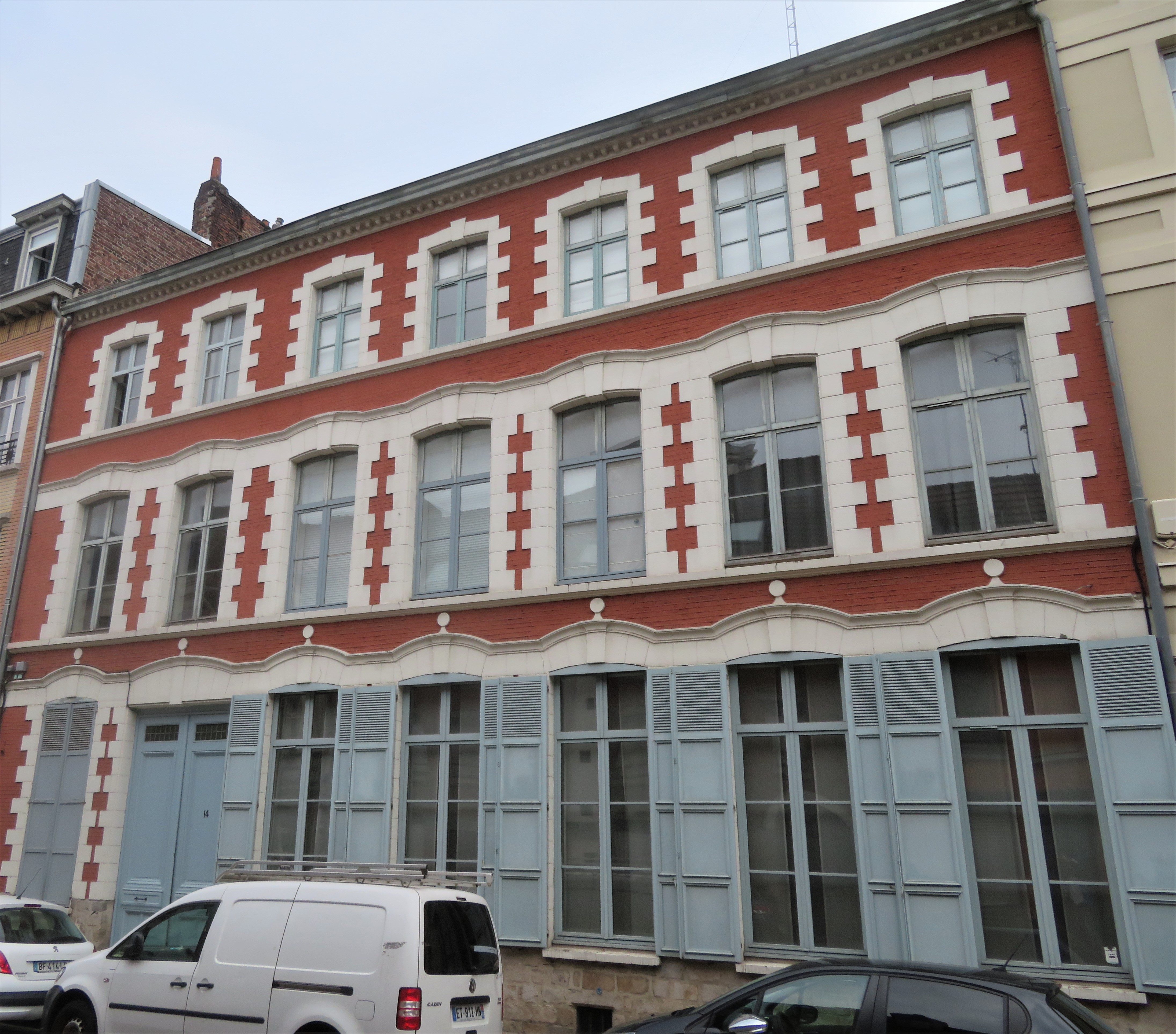
N° 14 maison de « second rang »
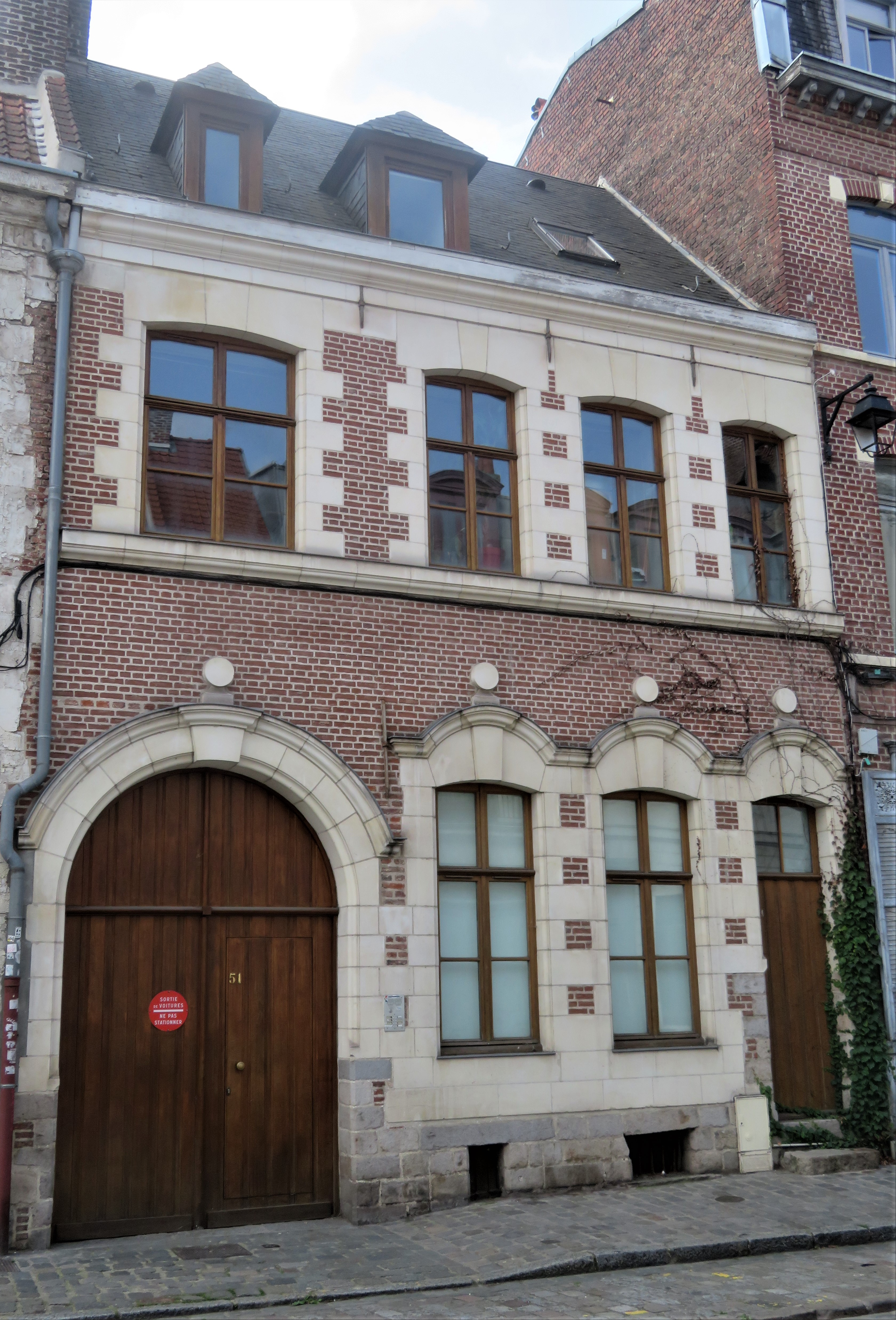
N° 51 maison de « second rang »
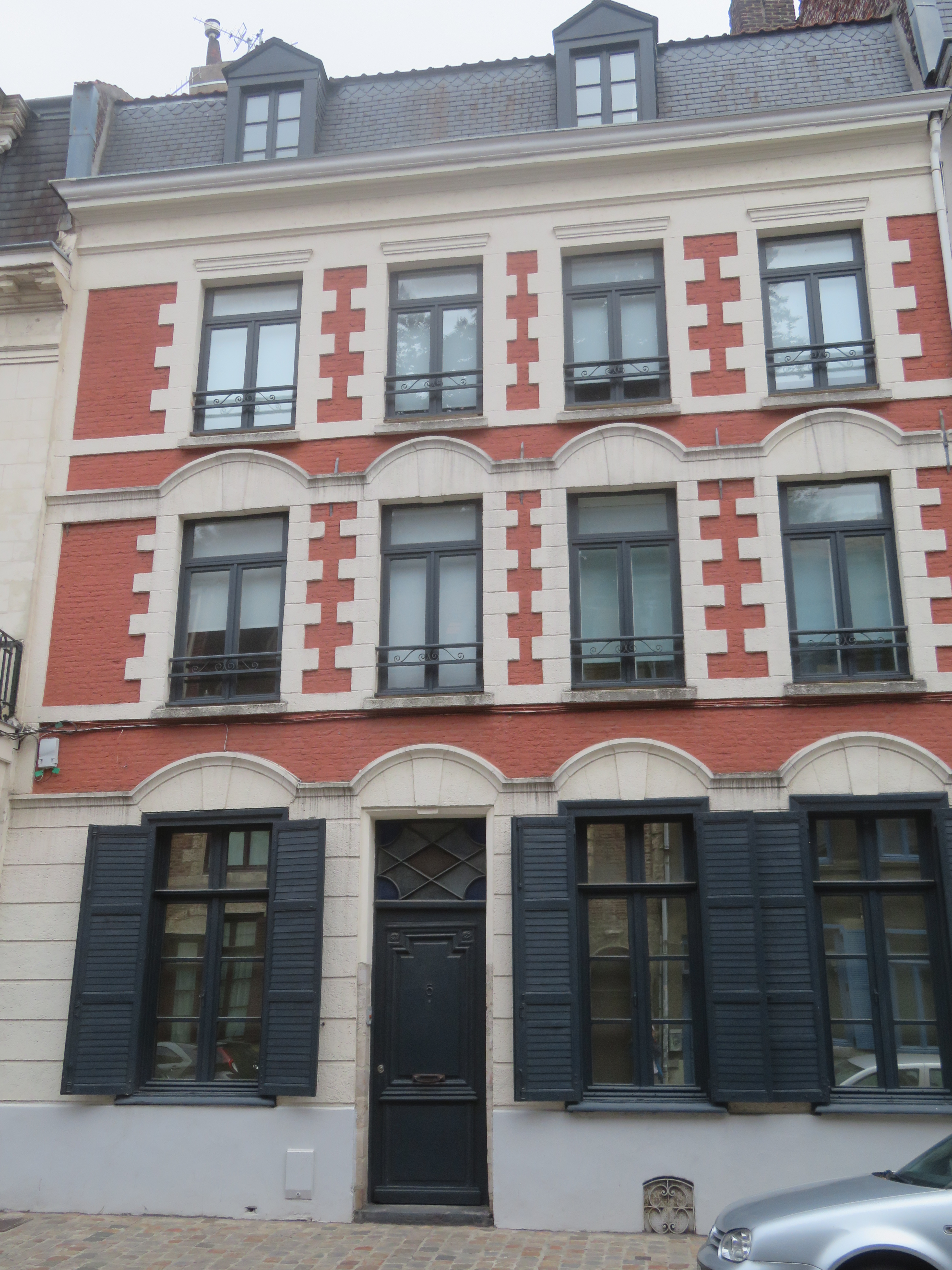
N° 6 maison de « second rang »

Classique
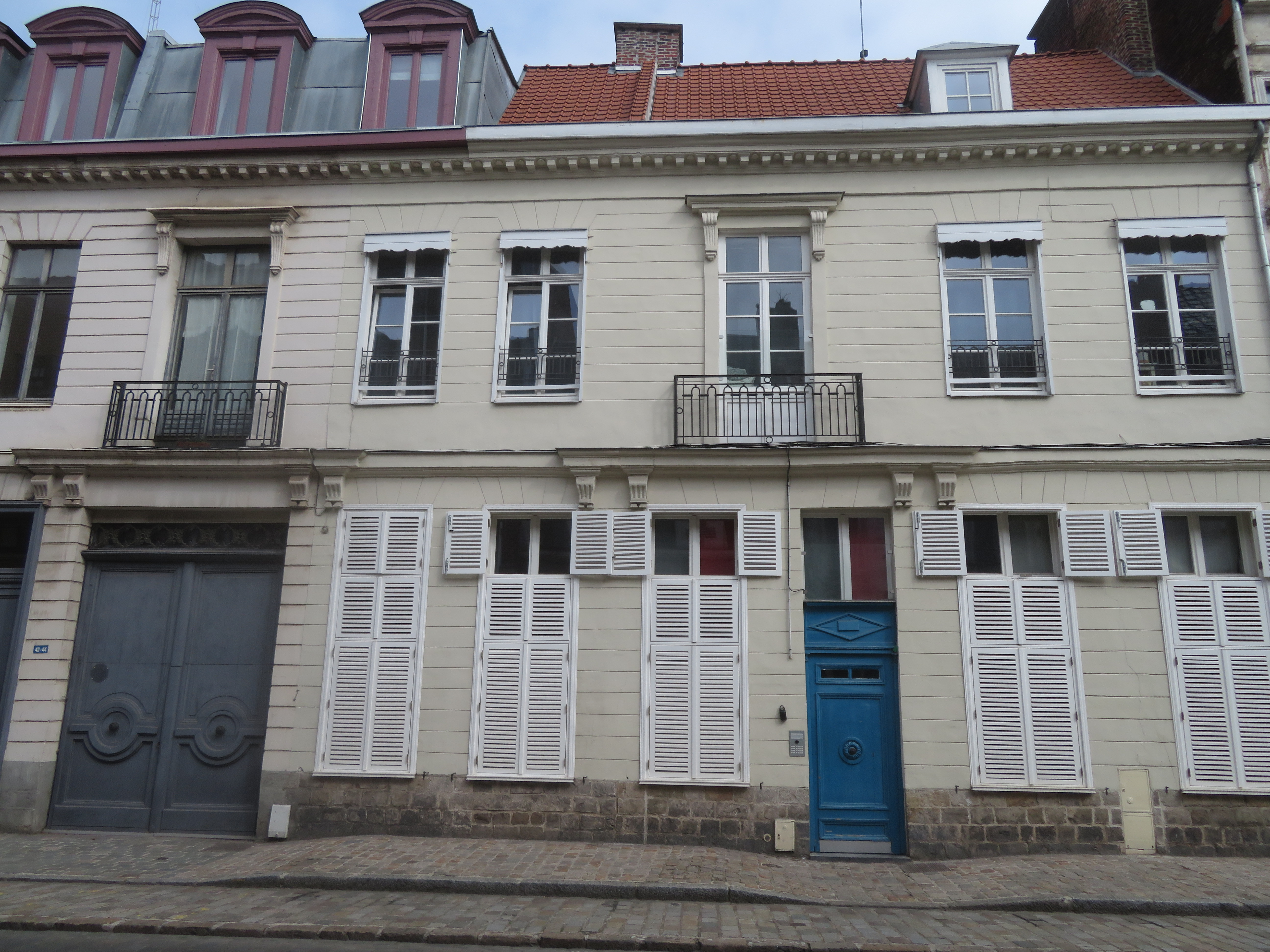
N° 42-44 immeuble 2ème moitié du XVIIIe siècle
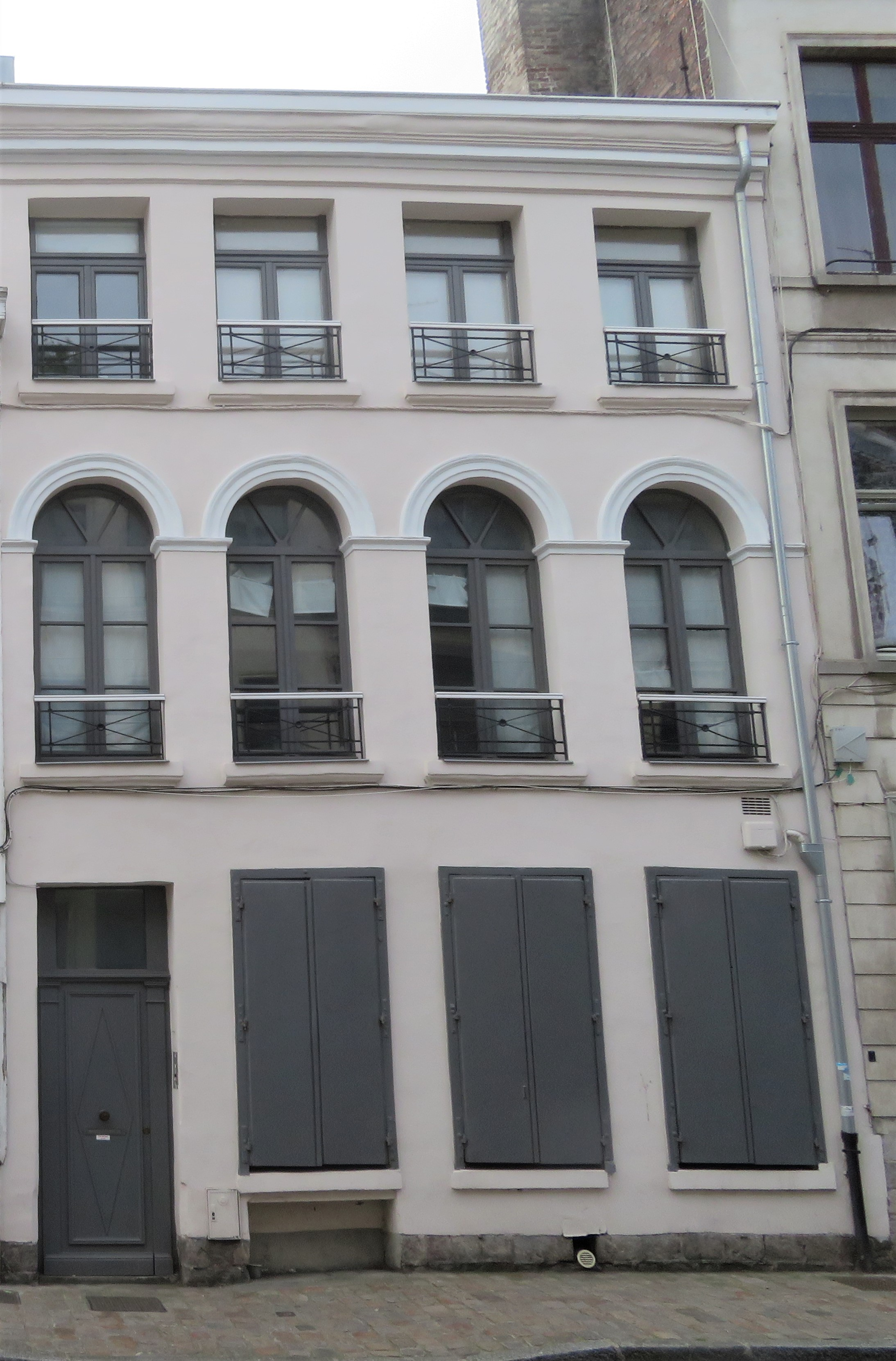
N° 13 immeuble années 1800
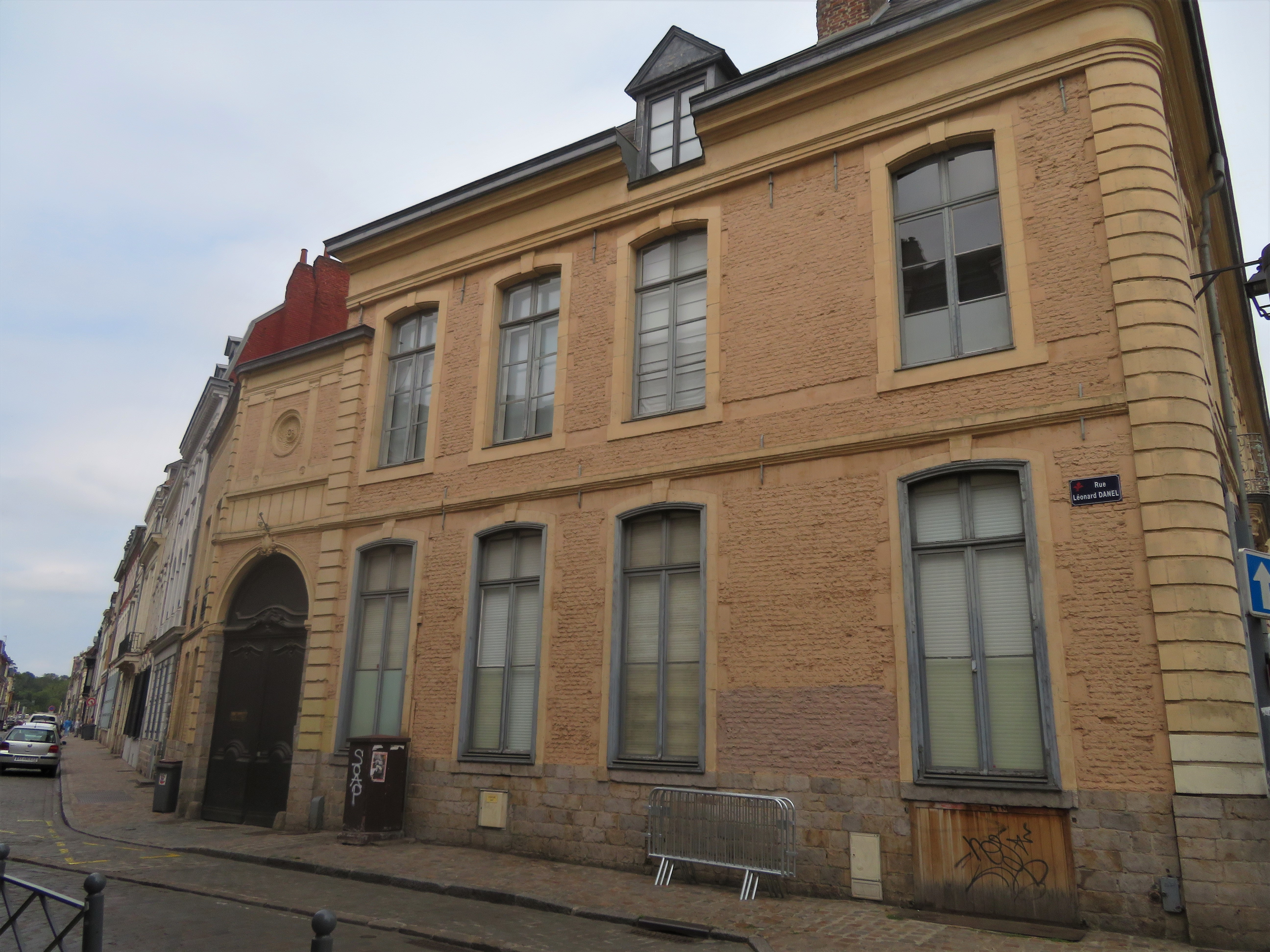
Ancien hôtel particulier à l’angle de la rue Royale